# Здоровяк, Рафаил Зельманович
Рафаи́л Зе́льманович Здоровя́к (нем. Raphaël Zdoroviak, род. 26 июля 1938, Тирасполь) — германский, ранее молдавский советский шашист. Мастер спорта СССР по шашкам. Мастер ФМЖД.

## Биография
Десятикратный чемпион Молдавии (Молдавской ССР) по международным шашкам, восьмикратный призёр чемпионатов Германии по международным шашкам (2004, 2005, 2008, 2009, 2011, 2016, 2017, 2019). Чемпион СССР и вице-чемпион Европы по переписке. Бронзовый призёр 1-го чемпионата мира по международным шашкам среди ветеранов старше 70 лет (Рига, 2013, — в основной и быстрой программах); серебряный призёр 12-го чемпионата Европы по международным шашкам среди ветеранов старше 70 лет (Тексел, Нидерланды, 2013). Трёхкратный чемпион Европы среди ветеранов в возрастной категории старше 60 и старше 70 лет, трёхкратный серебряный призер чемпионатов Нидерландов среди ветеранов в возрастной категории старше 70 лет.
Воспитанник основателя детской шашечной школы Тирасполя Арона Михайловича Дубового (1921—2007).
Проживал в Тирасполе (работал старшим тренером-преподавателем в тираспольской детско-юношеской спортивной школе № 3), затем — в Ганновере. Выступает за клуб EDC Enschede (Энсхеде, Нидерланды).
Автор шести книг по международным шашкам и шашечным композициям.
Заслуженный тренер Приднестровской Молдавской Республики (1995).